# 皇家兰心剧院
皇家兰心剧院（Royal Lyceum Theatre）是苏格兰首府爱丁堡的一个剧院，有658个座位，以伦敦莱塞姆剧院命名。它建于1883年，由建筑师Charles J. Phipps设计，由Howard和Wyndham 出资17,000英镑建造， 皇家兰心剧院只在1929年，1977年，1991年和1996年有过四次小规模翻修，仍是该建筑师最完整的作品之一。
1965年，这栋建筑被爱丁堡公司收购，但现在该公司只是从爱丁堡市议会租赁。
自1947年节日开始以来，皇家兰心剧院一直是爱丁堡国际艺术节的主要场地之一,它的主人每年8月将房子租给访问公司三个星期，通常再租一个星期给爱丁堡国际艺穗节公司。
皇家兰心剧院主要以上演戏剧而闻名。然而，它也上演了一些重要的歌剧，包括《蝴蝶夫人》。

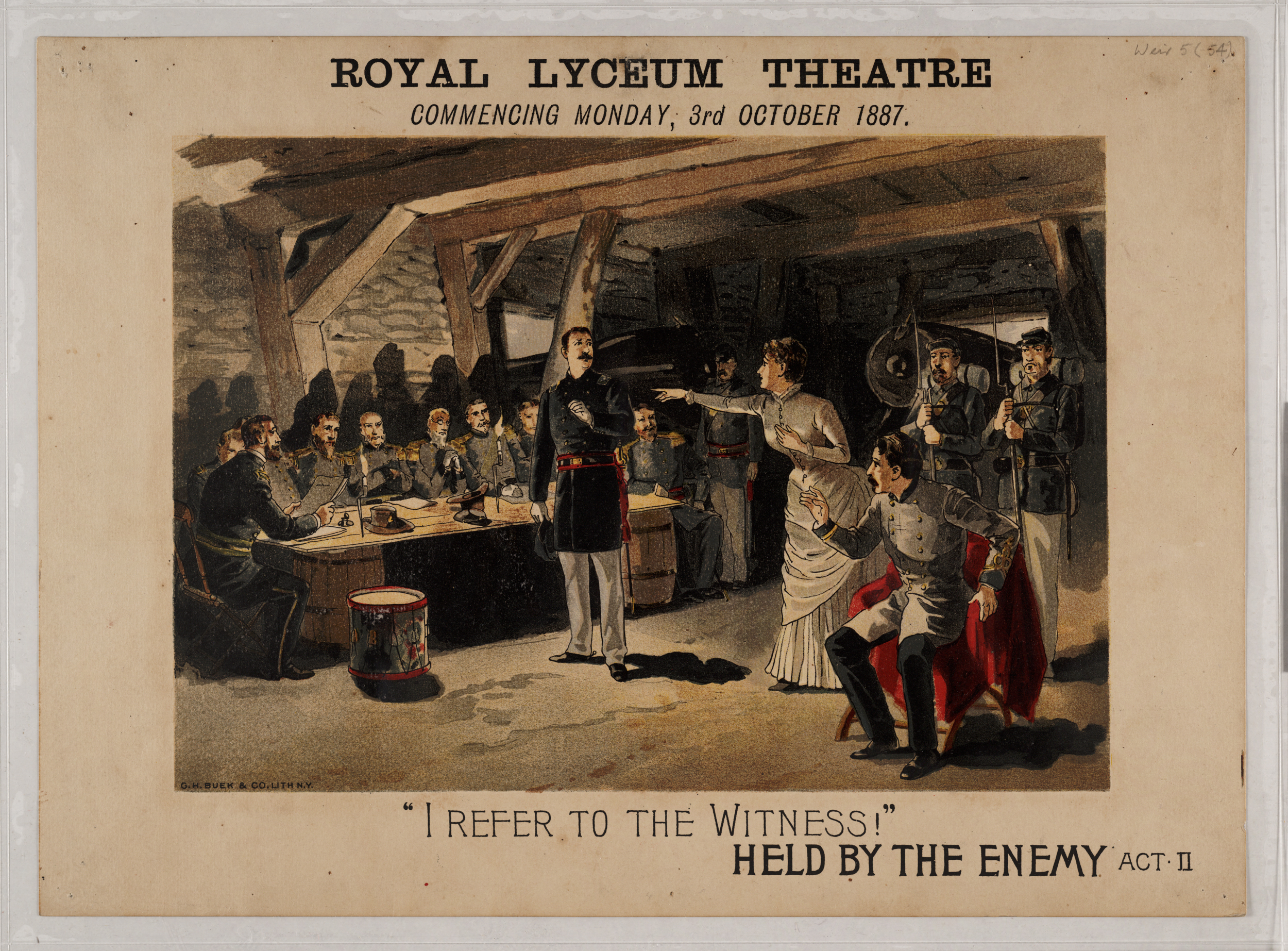